# Maghera

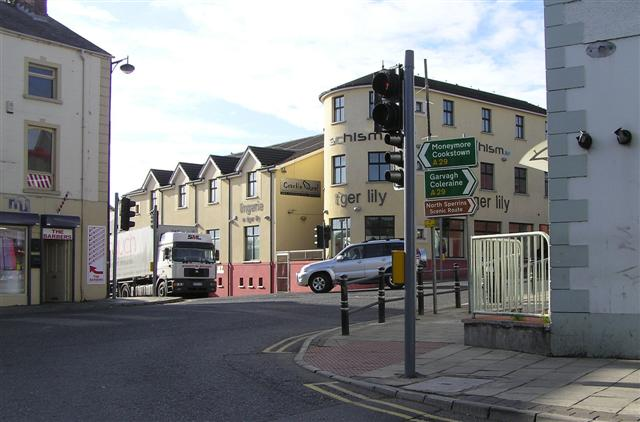
Maghera, Stadtzentrum (2007)

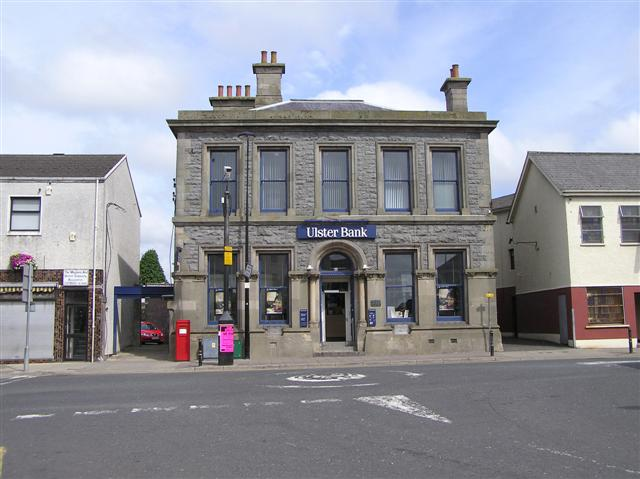
Ulster Bank, Maghera (2006)

Maghera (irisch: Machaire Rátha; deutsch: „Ebene des Ringforts“) ist eine Stadt im Nordosten Irlands in der historischen Grafschaft Londonderry in Nordirland.

## Der Ort
Der Ort Maghera entstand um die St. Lurach’s Church, die – ursprünglich als Kloster – um das Jahr 500 begründet wurde. Heute gehört Maghera zum District Mid Ulster.
Parlamentarisch gehört Maghera zu Mid Ulster. Beim Census 2001 wurde für Maghera eine Einwohnerzahl von 3711 Personen ermittelt (nach 2876 beim Census 1991). Davon waren 72,4 % römisch-katholisch, während 27,1 % einen protestantischen Hintergrund hatten. Während des Nordirlandkonflikts kamen in Maghera 14 Menschen ums Leben.
Bereits 1830 war es am 12. Juli bei Oranier-Paraden zu Auseinandersetzungen gekommen, in deren Folge mehrere Häuser katholischer Bewohner von Protestanten niedergebrannt wurden.

## Verkehr
Maghera liegt am Kreuzungspunkt der von Osten kommenden A42 mit der nordsüdlich verlaufenden A29 und nur einen Kilometer von der A6 entfernt, die Belfast mit Derry verbindet.
An den Bahnverkehr war Maghera von 1880 bis 1959 angeschlossen.

## Archäologie
Maghera gehört zu den Orten in Irland, wo Cross Slabs gefunden wurden. Nördlich von Maghera befinden sich die Wallanlage Dunglady, das Court Tomb von Tamnyrankin und der Tirnony Dolmen.

## Persönlichkeiten
- Charles Thomson (1729–1824), US-amerikanischer Schriftsteller und Politiker
- Matthew D. Lagan (1829–1901), US-amerikanischer Politiker
- Eve Bunting (1928–2023), US-amerikanische Schriftstellerin, primär Kinderbuchautorin
- Francis Lagan (1934–2020), Weihbischof in Derry
- Morris Foster (1936–2020), Radrennfahrer

## Weitere Orte gleichen Namens
Maghera ist auch der Name eines Townlands sowie eines Berges im County Clare, nördlich von Limerick, auf dessen Gipfel sich ein 122 Meter hoher Sendemast befindet (Standort).